# Superhot
Superhot (zapis stylizowany: SUPERHOT) – niezależna gra komputerowa z gatunku strzelanek pierwszoosobowych, wyprodukowana i wydana przez polskie studio Superhot Team. Gra ma cechy typowe dla strzelanek pierwszoosobowych (gracz zwalcza siły nieprzyjaciela z zastosowaniem różnego rodzaju broni), mimo to zastosowano w niej innowacyjny mechanizm, w którym czas w grze upływa tylko w czasie ruchu postaci, co daje graczowi szansę na ocenę danej sytuacji i podjęcie właściwej decyzji. Grę opracowano w minimalistycznej oprawie graficznej, w której postaci mają barwę czerwoną, zaś broń oraz przedmioty możliwe do uniesienia – granatową, w kontraście do jasnego, biało-błękitnego otoczenia.
Gra zadebiutowała w 2013 roku podczas konkursu 7 Day FPS Challenge, na potrzeby którego Superhot Team przygotował przeglądarkową wersję demonstracyjną gry. Szerokie zainteresowanie wersją demo skłoniło twórców do rozpoczęcia prac nad pełną wersją gry. Fundusze na dalszy jej rozwój udało się zyskać dzięki wsparciu internautów na portalu Kickstarter. Superhot został wydany na platformy Microsoft Windows, OS X oraz Linux 25 lutego 2016. Wersję dla konsol Xbox One wydano 3 maja 2016, a dla konsol PlayStation 4 21 lipca 2017. Wersja VR gry, Superhot VR, wydana została 5 grudnia 2016 roku ze wsparciem urządzeń Oculus Rift, 25 maja 2017 dla HTC Vive, a dla PlayStation VR wraz z wydaniem wersji dla PlayStation 4, 21 lipca 2017. Gra spotkała się z pozytywnym odbiorem, a recenzenci uznali ją za innowacyjne podejście do gatunku jakim jest FPS.

## Rozgrywka
W Superhot gracz porusza się po minimalistycznym świecie, zwalczając przeciwników starających się go zabić. Broń podnoszona przez gracza posiada ograniczony zasób amunicji, co zmusza go do pozyskania jej od przeciwników lub do podejmowania walki wręcz. Pojedyncze uderzenie kulą przeciwnika zabija postać gracza, zmuszając do zrestartowania danego poziomu. Pomimo że mechanika gry jest typowa dla większości strzelanek, to czas w grze upływa jedynie w momencie, kiedy gracz pozostaje w ruchu (w przeciwnym razie czas upływa bardzo powoli). Mechanizm ten streszcza motto gry: „Czas płynie tylko kiedy się ruszasz”. Daje to graczowi szansę na zmianę jego działań celem uniknięcia zderzenia z nadlatującymi pociskami, podejmowania bardziej przemyślanych ruchów i lepszej oceny jego bieżącej sytuacji.
Początkowo Superhot był trzypoziomową, prototypową grą przeglądarkową. Pełna wersja gry składa się obecnie z kampanii liczącej 30 poziomów, o długości rozgrywki zbliżonej do gry Portal. Pełna wersja zawiera ponadto dodatkowe rodzaje broni, jak broń biała, czy też różne przedmioty (np. kule bilardowe, butelki, telewizory kineskopowe), które rzucone w przeciwnika obezwładniają go, co pozwala graczowi przechwycić broń wroga. W pełnej wersji gry pojawili się ponadto przeciwnicy mający świadomość bardziej zbliżoną do gracza. Od tej pory mogą oni chociażby omijać wystrzeliwane przez gracza pociski. Istotną zmianą względem wersji prototypowej jest fakt, że broń nie jest podnoszona automatycznie po zbliżeniu się do niej, lecz konieczne jest jej podniesienie z użyciem przycisku myszy, co pozwala graczowi dowolnie wybierać określony rodzaj broni lub przechwycić ją, kiedy wypada z rąk przeciwnika. Ponadto w pełnej wersji umożliwiono graczowi wykonywanie długich na czas wciśnięcia klawisza skoków, w czasie którym czas jest również zwolniony, co pozwalając na planowanie i wykonywanie akcji, umożliwia graczowi rozgrywkę w powietrzu.
W końcowej części kampanii, gracz zyskuje możliwość przełączania się na ciała nieprzyjaciół. W momencie wyboru ciała wroga i wykonania przełączenia, perspektywa gracza zmienia się na stałe na wybrany cel, a poprzednie ciało ginie. Taki manewr pozwala graczowi omijać lecące pociski, z którymi zderzenie – w przypadku wykonania ruchu (a więc przyspieszeniu czasu gry) – jest nieuniknione. Umiejętność ta objęta jest czasowym ograniczeniem (tzw. cooldown), co uniemożliwia ciągłe jej stosowanie. Co więcej, ciało które przejmie gracz w momencie przełączenia upuszcza broń niszcząc ją.
Pełna wersja Superhot po ukończeniu trybu kampanii oddaje graczowi do dyspozycji tryb „endless”, w którym zadaniem gracza jest przetrwać jak najdłużej niekończące się fale nadchodzących wrogów oraz tryb „challenge”, który pozwala ponownie zagrać w tryb kampanii, jednak pod pewnymi restrykcjami lub wymaganiami (zadaniem gracza jest na przykład ukończenie poziomu w określonym czasie lub z wykorzystaniem jednego, określonego rodzaju broni). Twórcy do gry dołączyli także edytor powtórek, który po ukończeniu poziomu umożliwia zapis nagrań i ich publikację na specjalnie przeznaczonej stronie, nazwanej Killterest.

## Fabuła
Fabuła Superhot opiera się na transferze świadomości ludzkiej do gry i podzielona jest na kilka poziomów. Gracz wciela się w siedzącą przy interfejsie systemu DOS postać, która otrzymuje wiadomość od znajomego, proponującego zagranie w nową grę, superhot.exe, twierdząc przy tym, że jedyną drogą dostępu jest użycie cracka. Po uruchomieniu wirtualnej gry, przez kilka poziomów gracz walczy z wrogami, po czym gra wyłącza się. Wtedy wirtualny znajomy informuje o poprawce do gry i wysyła poprawkę do pliku .exe.
W trakcie gry okazuje się, że obecność gracza jest kontrolowana przez osobę odpowiedzialną za jej kod: wiadomości gracza wysyłane do wirtualnego znajomego są przeinaczane przed ich wysłaniem, a system nie zwraca się do gracza osobiście, lecz udowadnia, że jest on jednostką będącą częścią Superhot. System ostrzega gracza, że jest on nieświadomy konsekwencji swoich działań i zmusza go aby obiecał, że nigdy więcej nie zagra. Wówczas system prowadzi gracza do jego postaci – figury człowieka, noszącego okulary VR – i nakazuje mu uderzyć jego własną postać w głowę. Wówczas „gra” ponownie wyłącza się, a gracz w oknie czatu skarży się na ból głowy. System po raz kolejny ostrzega bohatera, aby przestał grać w superhot.exe i faktycznie zmusza go aby zamknąć okno „prawdziwej” gry.
Po ponownym uruchomieniu, system ustępuje przed uporem gracza i przejmuje kontrolę nad jego umysłem. Gracz zostaje połączony z rdzeniem systemu i przekazuje mu swój umysł. Ostatecznie, po ukończeniu ostatniej planszy, gracz staje się częścią rdzenia i zabija swoją pierwotną ludzką postać, stając się jednym z Superhot. System nakazuje wirtualnemu graczowi dalej rozpowszechniać superhot.exe, podobnie jak zrobił to jego znajomy na początku rozgrywki. W napisach końcowych wykorzystano utwór „Psy Pawłowa” zespołu Republika.

## Rozwój

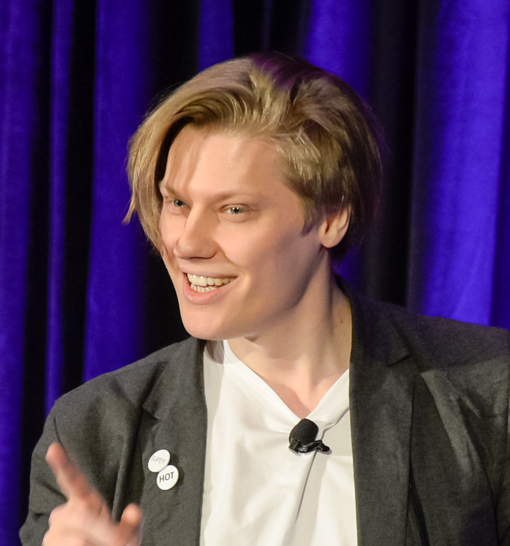
Projektant, Piotr Iwanicki, przedstawia rozwój Superhot podczas Game Developers Conference w 2016 roku

Superhot pierwotnie był opracowany na potrzeby wyzwania 2013 7 Day FPS Challenge, które odbyło się w sierpniu 2013 roku, i w którym zadaniem drużyn programistów było opracowanie w ciągu tygodnia kompletnych, funkcjonalnych prototypów gier komputerowych. Piotr Iwanicki, reżyser Superhot, był zainspirowany flashową grą, Time4Cat, w której gracz kontroluje kota próbującego zebrać jedzenie na zatłoczonym skrzyżowaniu ulic, a czas w grze płynie tylko wtedy, kiedy gracz porusza kotem. Projektanci rozpatrywali także teledysk do piosenki „Bad Motherfucker” rosyjskiego zespołu Biting Elbows, który pokazuje, z perspektywy pierwszoosobowej, agenta specjalnego, wykorzystującego parkour oraz broń palną. Połączenie tych dwóch pomysłów dały początek prototypowi przygotowanemu na potrzeby wyzwania. Nazwa gry stanowi połączenie dwóch słów: „super” oraz „hot” (ang. „gorący”), które zdaniem twórców trafnie określały klimat gry jako pozytywny („super”) i intensywny („hot”).
Prototyp opracowany na potrzeby wyzwania zawierał tylko trzy poziomy, opracowane przez twórców na trzech osobnych komputerach z osobna. Aby zmieścić się w siedmiodniowym terminie, trzy poziomy połączono w jedną, epizodyczną grę. Po udoskonaleniu gry, we wrześniu 2013 udostępniono ją jako bezpłatną grę przeglądarkową. Superhot zyskało wówczas ogromne zainteresowanie graczy i zostało zgłoszone do Steam Greenlight. W przeciągu tygodnia, gra została zaakceptowana do późniejszej dystrybucji przez Valve, stając się w tamtym czasie grą, która najszybciej przeszła proces weryfikacji w Greenlight. Iwanicki pozytywną reakcję graczy na Superhot tłumaczył ich oczekiwaniami na odmianę w standardowej formule strzelanek pierwszoosobowych, która nie uległa de facto zmiany od czasu wydania Doom. Reżyser stwierdził, że pomimo niektórych opinii, według których Superhot jest grą logiczną, osobiście uważa ją za grę akcji. W grach logczinych zazwyczaj jest tylko jedno dobre rozwiązanie, Iwanicki zaś uważa, że Superhot jako gra akcji daje graczowi czas na dostosowanie się do jego instynktu i zaimprowizowanie własnej strategii potrzebnej do ukończenia wyzwania.
W maju 2014, twórcy gry uruchomili kampanię w serwisie Kickstarter, aby pozyskać środki na wydanie pełnej wersji Superhot, zawierającej poprawę wyglądu, nowe poziomy i wyzwania oraz wsparcie dla okulatów VR, Oculus Rift. Uruchomienie zbiórki miało na celu umożliwienie publikacji po dużym sukcesie w Steam Greenlight, jednak jeszcze przed jej uruchomieniem twórcy dokonali szeregu technicznych zmian. Dodano między innymi katanę, przy użyciu której można przecinać w pół nadlatujące pociski. Przy próbie uruchomienia zbiórki w serwisie Kickstarter, twórcy napotkali jednak problem, jako że Polska nie była wówczas wspierana przez tę stronę. Do czasu otrzymania wsparcia dla Polski, twórcy zajęli się poprawą oprawy graficznej gry, aby wywrzeć większe wrażenie przy jej promowaniu w Kickstarterze. Postawiony przez twórców cel, 100 tysięcy dolarów, został osiągnięty już w ciągu pierwszego dnia zbiórki. Dzięki dodatkowym funduszom, twórcy zdecydowali się dodatkowo na poprawę animacji oraz trybu powtórek. Łukasz Spierewka, jeden z programistów Superhot, uznał, że sukces na Kickstarterze był częściowo rezultatem możliwości testowania prototypu gry w wersji przeglądarkowej przez potencjalnych darczyńców. Ostatecznie zbiórka zakończyła się z wynikiem ponad 230 tysięcy dolarów, co pozwoliło twórcom na dodanie tzw. trybu New Game Plus, umożliwiającego kontynuowanie rozgrywki po ukończeniu wątku fabularnego. Jego projektantem został Cliff Bleszinski, który na Kickstarterze wpłacił dotację w wysokości 2000 dolarów – sumę, po wpłaceniu której każdy darczyńca miał możliwość współpracy nad projektem gry.
Oprawę graficzną Superhot opracowano w minimalistycznym stylu. Głównym projektantem graficznym gry jest Marcin Surma. W grze wykorzystano trzy główne kolory: biały dla środowiska, czarny dla obiektów, z którymi gracz może wchodzić w interakcje oraz czerwony jako kolor wrogów. Wybór ten podjęto podczas projektowania prototypu, gdzie twórcy chcieli skupić się przede wszystkim nad aspektami rozgrywki. Surma nie brał co prawda udziału w przygotowaniu prototypu na potrzeby wyzwania, jednak pozostał przy dotychczasowym projekcie graficznym, który jasno wskazywał graczowi, na czym powinien się skupić podczas rozgrywki. Surma wpadł również na pomysł przedstawienia gry jako czegoś, co mogło pojawić się w latach 90. w erze komputerów Amiga oraz systemu MS-DOS. Wynikiem tego jest interfejs gry, przypominający z wyglądu Norton Commander. Dzięki temu kontynuowano wątek kontrastu, jaki występuje w Superhot: podobnie jak czerwoni wrogowie odróżniają się od otoczenia, tak samo trójwymiarowe środowisko wyróżnia się od ekranu menu, składającego się z tekstu przypominającego interfejs starego komputera.
Podczas Gamescom 2014, Microsoft ogłosił, że Superhot będzie dostępne na konsole Xbox One za pośrednictwem ID@Xbox. Premiera Superhot na systemy Microsoft Windows, OS X i Linux miała miejsce 25 lutego 2016, zaś wersja na konsole Xbox One 3 maja 2016. Pudełkowe kopie gry są wydawane i dystrybuowane przez IMGN.PRO. Bezpłatna zawartość do pobrania, zawierająca nowe poziomy i nowy tryb gry, wydana została dla wszystkich wersji w 2016 roku. Pozytywny odbiór gry pod koniec 2016 roku nakłonił twórców do prac nad wersją dla konsol PlayStation 4. Premiera wersji na PS4 odbyła się 19 lipca 2017 w Europie i 21 lipca 2017 w Stanach Zjednoczonych.

### Superhot VR
Wczesny prototyp gry ze wsparciem gogli VR Oculus Rift był przedstawiony podczas targów Electronic Entertainment Expo 2014. W wersji VR do rozgrywki dodano funkcję umożliwiającą graczowi pochylanie postaci na bok przez przechylanie własnego ciała, a także rozglądanie się, niezależne od ruchu ciała postaci. Wielu dziennikarzy, którzy testowali tę wersję demonstracyjną gry, porównywali swoje wrażenia do wcielenia się w postaci Neo lub Morfeusza z fimu Matrix i określając sposób wykorzystania technologii VR w Superhot jako innowacyjny w porównaniu z innymi grami VR.
Po zebraniu w serwisie Kickstarter wystarczających funduszy na wersję VR gry, twórcy zdali sobie sprawę z faktu, że konieczne jest odbudowanie gry od podstaw, aby zapewnić jak najlepsze wrażenia z gry w trybie VR. Nową grę nazwano Superhot VR. Pomimo chęci odzwierciedlenia oryginalnych poziomów w wersji VR, czynniki jakie brano pod uwagę przy projektowaniu podstawowej wersji gry, jak np. korytarze o przesadzonych rozmiarach dla uniknięcia klaustrofobii, nie wyglądały najlepiej po dostosowaniu do VR, stąd też łatwiejszym okazało się zaprojektowanie nowych poziomów dla nowej wersji gry. Koniecznym okazało się też znalezienie sposobu na symulowanie hitboxów gracza, jako że Oculus może śledzić jedynie ruchy głowy i rąk. Wykorzystano to do przybliżenia rozmiaru tułowia gracza. Zespół skupił się na skupieniu rozgrywki na doświadczeniach jakie daje technologia VR, przy jednoczesnej ściślejszej integracji fabuły gry. Deweloper, Tomasz Kaczmarczyk, stwierdził, że w porównaniu do podstawowej wersji gry, wersja VR wymaga od gracza podjęcia wszystkich działań dla ukończenia poziomu gry, co sprawia, że gracz „poczuje się w stu procentach zaangażowany” w rozgrywkę. Oculus VR, producent Oculus Rift, wsparł finansowo rozwój Superhot VR. Superhot VR, wymagający sensorów ruchu Oculus Touch, został wydany wraz tymi urządzeniami 5 grudnia 2016. W planach twórców jest rozwój wersji VR dla urządzeń HTC Vive.
W kwietniu 2016 samo Oculus VR dotknęła fala krytyki, kiedy to firma zdecydowała się na zastosowanie ograniczeń zarządzania prawami cyfrowymi, przez które w gry Oculus grać można było jedynie na urządzeniu Rift, co skutecznie zablokowało działanie stworzonego przez użytkowników patcha „Revive”, które umożliwiało grę na urządzeniach HTC Vive. Ostatecznie, Oculus wycofał swą decyzję w czerwcu 2016, usuwając zabezpieczenia. Użytkownicy zawiedzeni pierwotnymi ograniczeniami spotkali się z podobnymi problemami z wyłączną kompatybilnością Superhot VR z kontrolerem Oculus Rift, co wywołało falę negatywnych opinii na serwisie Steam i innych sklepach internetowych. Deweloperzy zaznaczają, że bez wsparcia firmy Oculus, wersja VR gry nie byłaby tak rozwinięta jak obecnie, jednakże zapowiedzieli wydanie wersji VR na inne platformy.

### Gra karciana
Twórcy gry współpracują nad produkcją gry karcianej Superhot z Manuelem Correia, deweloperem gry Agent Decker. Gra sfinansowana będzie ze zbiórki na serwisie Kickstarter, która rozpoczęła się w styczniu 2017 roku. Zbiórkę zakończono z wynikiem 117 344 dolarów.

## Odbiór
Przeglądarkowy prototyp gry zyskał popularność, zwracając uwagę na grę i pomagając w jej sukcesie na Kickstarterze. Tematycznie, gra porównana została do serii filmów Matrix oraz serii gier komputerowych Max Payne, a jej środowisko porównane przez Philippę Warr z „Wired UK” do czołówki serialu Mad Men w wersji Quentina Tarantino. Mechanika „czas płynie, kiedy się poruszasz”, jak opisują ją twórcy gry, nazwana została „Braidem pierwszoosobowych strzelanek”, gdzie mechanika gry czyni ją raczej strategią, niż strzelanką.
Po wydaniu pełnej wersji gry, Superhot zyskał pozytywne opinie; obecnie uzyskał na Metacritic wynik 81/100 dla Xboksa One (w oparciu o 17 recenzji) oraz 82/100 dla PC (w oparciu o 93 recenzje). Kyle Orland z Ars Technica stwierdziła, że „gra jest krótka, ale można miło w niej spędzić czas”. Doceniła także szereg dostępnych wyzwań oraz tryb endless, które sprawiają, że gra jest interesująca również po ukończeniu fabuły. Christian Donlan z Eurogamera ocenił zarówno rozgrywkę, jak i towarzyszącą jej fabułę jako dobrze współpracujące dla stworzenia „tego rzadkiego kawałka uroczo uporządkowanej przemocy ośmielającej się wywoływać trudne myśli”. Chris Plante z The Verge stwierdził, że o ile fabuła była zadowalająca, o tyle rozgrywka i rozwiązania graficzne tego tytułu wyróżniają się zdecydowanie od typowej strzelanki pierwszoosobowej, co czyni Superhot „czymś zupełnie oryginalnym w gatunku, który stał się pozbawiony oryginalności”. Christopher Byrd z „The Washington Post” nazwał tę grę „pełną uczucia, artystyczną strzelanką”, wykorzystującą jej metafizykę do „afiszowania się jej zrozumieniem dyskursu wokół gier komputerowych”.
Gra zdobyła wyróżnienie Nuovo Award for the 2014 Independent Games Festival Awards, a jej pełna wersja była nominowana do nagród: 2016 Seumus McNally Grand Prize oraz Excellence in Design. Superhot było nominowane do tytułów: najważniejszej gry roku, najbardziej obiecującej własności intelektualnej i najlepszej sfinansowanej przez społeczności gry roku 2017 według SXSW Gaming Awards.
Landfall Games, twórcy gry Clustertruck, w której gracz skacze między ciężarówkami będącymi w ruchu, w 2016 roku stworzyli z okazji Prima aprilis krótką modyfikację do gry, nazwaną Super Truck, w której zastosowano podobną jak w Superhot mechanikę upływu czasu.